# Parafia św. Jana Chrzciciela w Polance
Parafia świętego Jana Chrzciciela w Polance – rzymskokatolicka parafia znajdująca się w archidiecezji krakowskiej, w dekanacie Myślenice, w Polsce.